# Old Street (stanice metra v Londýně)
Old Street je stanice metra v Londýně, otevřená v listopadu 1901. Autobusové spojení zajišťují linky: 21, 43, 55, 76, 135, 141, 205, 214, 243, 271, 812 a noční linky N35, N55, N76 a N205. Stanice se nachází v přepravní zóně 1 a leží na lince:
- Northern Line mezi stanicemi Moorgate a Angel.
- National Rail

| Rok  | Počet cestujících |
| ---- | ----------------- |
| 2011 | 21,04 mil         |
| 2012 | 21,88 mil         |
| 2013 | 21,86 mil         |
| 2014 | 23,28 mil         |